# Ван Вармело, Виллем
Виллем Ламбертус ван Вармело (нидерл. Willem Lambertus van Warmelo; 12 марта 1894, Рурмонд — 1976) — нидерландский музыковед и дирижёр.
Сын Виллема Ламбертуса ван Вармело (1867—1948), капитана нидерландской артиллерии, по окончании военной карьеры сделавшегося антивоенным активистом и публицистом, редактором журнала Vrede (с нидерл. — «Мир») и автором антимилитаристских памфлетов, в том числе книги «Преступление 1914 года: как тайная дипломатия подготовила и развязала мировую войну» (нидерл. De misdaad van 1914: Hoe de geheime diplomatie den wereldoorlog van 1914 voorbereid en ontketend heeft; 1931).
Вырос в Голландской Ост-Индии, где служил его отец. В 1912 году поступил в Королевскую академию изящных искусств в Амстердаме, но затем посвятил себя музыке.
В 1925—1939 гг. возглавлял Амстердамское студенческое музыкальное общество имени Свелинка (нидерл. Amsterdamsch Studenten Muziekgezelschap 'J.Pz. Sweelinck') — полупрофессиональный коллектив, с которым исполнял смелые и разнообразные программы, сочетая музыку XVIII века (Луиджи Боккерини, Андре Гретри, Уильям Бёрд) с новейшими сочинениями (Пауль Хиндемит, Джан Франческо Малипьеро, Дариус Мийо — под управлением ван Вармело была исполнена, в частности, нидерландская премьера балета Мийо «Бык на крыше», 1932). Кроме того, в амстердамский период жизни вёл разнообразную педагогическую работу — в частности, пропагандируя блокфлейту, игре на которой он начал обучать сына своей сестры, пианистки Йоханны Хендрики Оттен (урождённой ван Вармело; 1895—1974), Кеса Оттена, ставшего первым крупным нидерландским исполнителем на этом инструменте. В дальнейшем выпустил небольшое учебное пособие по игре на блокфлейте (африк. Blokfluitskool: handleiding vir die skoolblokfluit in C; 1954).
В 1939—1962 гг. жил и работал в Южной Африке. Преподавал в Учительском колледже в Претории. Основное внимание уделял этномузыковедческим исследованиям: главным делом ван Вармело стало собирание и исследование так называемых «народных гимнов» (африк. liederwysies) — мелодий различного происхождения, приспособленных в начале XIX века голландскими поселенцами Южной Африки для религиозных нужд и сохранившихся вплоть до середины XX века в устной передаче. Ван Вармело опубликовал два сборника таких песен: «Африканские народные гимны» (африк. Afrikaanse liederwysies; 1948) и «Народные гимны былых времён» (африк. Liederwysies van Vanslewe; 1958). Изучал также музыкальный фольклор капских малайцев. В 1962 году вернулся в Нидерланды, поскольку ужесточение законов апартеида сделало невозможной непосредственную работу ван Вармело с его небелыми респондентами.
В 1924 году женился на физиотерапевте Эстер Сальман, финляндской еврейке; их племянник, сын её сестры Фреди Зильберман (урождённой Сальман, 1875—1934), скрипачки — композитор Бенедикт Зильберман.